# Louis-Adolphe de Gouzillon de Bélizal
Louis-Adolphe de Gouzillon, comte de Bélizal, né le 6 mars 1834 à Saint-Brieuc et mort le 21 septembre 1888 à Moncontour, est un homme politique français. Il est issu d'une famille de la noblesse bretonne originaire de la province de Léon. Il est député du Parti monarchiste du département des Côtes-du-Nord, dans l'arrondissement de Saint-Brieuc, sous la Troisième République de 1876 à 1888.

## Biographie
Naît le 6 mars 1834 à Saint-Brieuc, Louis-Adolphe de Gouzillon de Bélizal grandit dans le fief familial, le château des Granges, sur la commune de Hénon (Côtes-d'Armor) ; le château est toujours au XXIe siècle dans la famille Belizal.
Il est conseiller général du canton de Moncontour de 1872 à sa mort en 1888.
La constitution du 25 juillet 1875 va définir la forme républicaine du nouveau régime : celui de la Troisième République. Le 8 mars 1876, l'Assemblée nationale est dissoute. Louis-Adolphe de Gouzillon de Bélizal se présente aux élections législatives de Saint-Brieuc en 1876, dans la 2e circonscription, au nom du parti monarchiste dirigé par le maréchal de Mac-Mahon, et est élu député le 20 février 1876.
Bélizal siège pendant onze ans à la droite de l'Assemblée avec les députés de l'Union des droites, de tendance monarchiste, dans le clan des conservateurs. Il est successivement réélu dans la même circonscription le 14 octobre 1877, comme candidat officiel du maréchal de Mac-Mahon, le 21 août 1881 et le 4 octobre 1885, par le département des Côtes-du-Nord.
Il meurt au château des Granges le 21 septembre 1888, en cours de législature.
Il est commandeur de l'ordre de Saint-Grégoire-le-Grand et chevalier de l'ordre équestre du Saint-Sépulcre de Jérusalem.

## Famille
La famille Gouzillon de Bélizal est recensée  depuis l'an 1486 , parmi les familles nobles et anciennes de Bretagne d'extraction chevaleresque, sous le règne du duc François II de Bretagne . Elle a été anoblie au début du XIIIe siècle. Elle est maintenue noble d'ancienne extraction en Bretagne, sous le règne du roi Louis XIV, le 23 août 1669, au temps de René de Gouzillon, (+1697), fils de Jean de Gouzillon, écuyer, seigneur de Kervern, puis de Kerveno, en Plougonver, situé dans l'actuel département (Côtes-d'Armor), et de Claude de Kergorlay.
Il est le fils de Louis François Marie de Gouzillon de Bélizal, (1788-1863), officier de la Légion d'honneur et de Marie Célestine Louise Le Veneur de La Villechapron (1809-1871). Il est le petit-fils d'André-Marie de Gouzillon, (1741-1795), de Kermeno, seigneur du fief de Bélizal, en Saint-Mathieu de Morlaix, (Finistère), chef d'escadre de la Marine Royale, chevalier de l'Ordre royal de Saint-Louis, débarqué à Quiberon avec les troupes royalistes de la Marine du Régiment Hector, venues d'Angleterre, tué le 26 juillet 1795, au  combat de Plouharnel, lors de la Bataille de Quiberon. 
Louis Adolphe de Gouzillon de Bélizal épouse, à Saint-Brieuc le 3 octobre 1857, Marie-Louise-Alexandrine-Reine Rouxel de Lescouët, née à Saint-Brieuc le 7 avril 1838, morte au château des Granges, le 18 mai 1897, fille d'Élisabeth-François-Innocent (dit Élisée) Rouxel de Lescouët et d'Amélie-Louis-Marie de La Lande de Calan. De cette union sont issus :
- Louis-Alexandre-Marie de Gouzillon de Bélizal (1867-1947) qui épouse Marie-Zoé-Caroline Huon de Penanster (1873-1966), fille de Charles Huon de Penanster, sénateur et président du conseil général des Côtes-du-Nord, et de Claire Le Roux, dont postérité.
  - Charles Henri de Gouzillon de Bélizal (1924-2016), petit-fils de Louis-Alexandre, est l'auteur de l'ouvrage intitulé Histoire et généalogie de la maison Rillart-Ille-de-France et Picardie, Guénégaud, 2005.
  - Xavier de Gouzillon de Bélizal (1936-2010), frère du précédent, est l'auteur du livre intitulé La Mémoire de Quiberon, en 1996, aux Éditions régionales de l'Ouest.
  - Nicolas de Gouzillon de Bélizal (1961-1993) , fis de Ludovic de Gouzillon de Bélizal (frère aîné de Charles Henri et Xavier ci-dessus), est l'auteur de l'ouvrage Le tour du monde dans Paris, Édition Hervas, 1993.
  - Édouard de Gouzillon de Bélizal (né en 1986), petit-neveu des précédents et arrière-arrière petit-fils de Louis-Alexandre, est l'auteur d'une Géographie de l'Environnement parue chez Armand Colin en 2017.

### Armoiries et devise
- Armoiries : d'or à la fasce d'azur, accompagnée de 3 colombes de même, becquées et membrées de gueules. Couronne de comte.
- Devise : Sans Fiel.

## Publications
- La Semaine sainte à Jérusalem, par M. le Vte Louis de Bélizal (1858)
- La Trappe de Thymadeuc, près Rohan (Morbihan) (1859)
- Vie du R. P. D. Bernard: fondateur et premier abbé de la Trappe de Thymadeuc (1862)

## Distinctions
- Commandeur de l'ordre de Saint-Grégoire-le-Grand